# Horstead with Stanninghall
Horstead with Stanninghall is een civil parish in het bestuurlijke gebied Broadland, in het Engelse graafschap Norfolk met 1184 inwoners.